# القوى المحايدة خلال الحرب العالمية الثانية

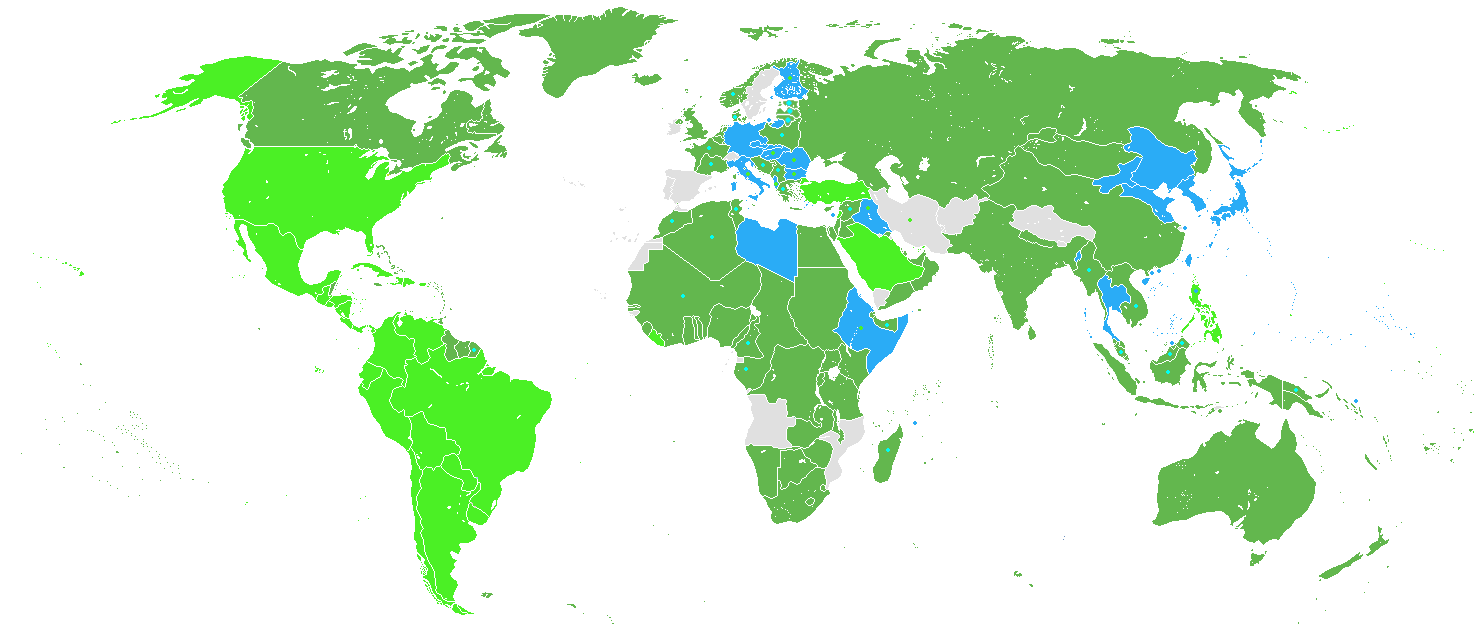

ظلت العديد من الدول محايدة خلال الحرب العالمية الثانية. كان لبعض هذه الدول مستعمرات كبيرة خارج أراضيها، في حين كانت دول أخرى منها تتمتع بقوة اقتصادية كبيرة. انتهت الحرب الأهلية في إسبانيا قبل الحرب العالمية الثانية مباشرة في 1 أبريل 1939 (أي قبل خمسة أشهر من غزو ألمانيا لبولندا)، وقد اشترك في الحرب الأهلية الإسبانية العديد من الدول التي شاركت لاحقاً في الحرب العالمية الثانية.
لم تعلن الدول المحايدة عن تحالفها مع أي طرف خلال الحرب العالمية الثانية على أمل ألا تتعرض أراضيها لأي هجوم، ومع ذلك فقد ساعدت دول مثل البرتغال والسويد وسويسرا قوات الحلفاء من خلال تزويد بريطانيا بفرق من الألوية الطوعية، بينما تجنبت إسبانيا مساعدة الحلفاء وفضلت مساعدة دول المحور. أما أيرلندا والولايات المتحدة فقد كانت تفضل مساعدة الحلفاء. ظلت الولايات المتحدة محايدة حتى 8 ديسمبر 1941 أي حتى اليوم التالي للهجوم الياباني على بيرل هاربر.
اقتضت معاهدة لاتران بين إيطاليا والفاتيكان الموقعة في عام 1929 أن يحافظ البابا على الحياد السياسي الدائم في العلاقات الدولية، وهو الأمر الذي جعل الفاتيكان دولة محايدة خلال الحرب العالمية الثانية.
تعرضت عدة دول للهجمات رغم الجهود التي بذلتها لتكون محايدة، مثل الغزو النازي الألماني للدنمارك والنرويج في 9 أبريل 1940، ثم غزو بلجيكا وهولندا ولوكسمبورغ في 10 مايو 1940، وفي نفس اليوم غزت بريطانيا جزر فارو وآيسلندا وأنشأت قوة احتلال دائمة فيها، حلت محلها القوات الأمريكية فيما بعد. غزا الاتحاد السوفيتي دول البلطيق في بداية الحرب أيضاً، فاحتل ليتوانيا في 15 يونيو 1940، ولاتفيا وإستونيا في 17 يونيو من نفس العام. أما في البلقان فقد بدأت الحرب الإيطالية اليونانية في 28 أكتوبر 1940، وباشر المحور غزو يوغوسلافيا في أبريل 1941، كما تعرضت إيران للغزو من قبل بريطانيا والاتحاد السوفيتي في أغسطس 1941.

## حسب القارة

### أوروبا

#### أيرلندا
تبنى مجلس النواب الإيرلندي سياسة الحياد خلال الحرب العالمية الثانية بتشجيع من إيمون دي فاليرا رئيس الحكومة فور اندلاع القتال في أوروبا. حافظت أيرلندا على حيادها طوال فترة الحرب على الرغم من الغارات الجوية الألمانية التي تعرضت لها. يعتقد أنَّ هذه الغارات لم تكن مقصودة بل كانت غارات لطائرات أخطأت أهدافها في بريطانيا أو أيرلندا الشمالية، كما تعرض الأسطول التجاري الإيرلندي لعدة هجمات بحرية من قبل قوات الحلفاء والمحور على حدٍّ سواء. رغم كلِّ ذلك حافظ دي فاليرا على حياده حتى النهاية، وامتنع عن الانضمام إلى قوات الحلفاء أو المحور.

#### البرتغال
رغم أن البرتغال كانت محايدة رسمياً خلال الحرب العالمية الثانية، ولكنها حافظت على علاقات وثيقة مع المملكة المتحدة، بسبب التحالف الذي كان يربط الدولتان خلال القرن الماضي والذي يعتبر أطول تحالف عسكري مستمر في التاريخ. استمرت البرتغال في التبادل التجاري مع دول من طرفي النزاع طوال الحرب، وفي النصف الثاني من الحرب سمحت البرتغال للحلفاء باستخدام قواعدها في جزر الأزور لمهاجمة الغواصات الألمانية لأن رئيس الوزراء البرتغالي سالازار كان يخشى غزو الحلفاء لجزر الأزور واستيلائها عليها.
مستعمرات البرتغال أثناء الحرب العالمية الثانية:
- أنغولا
- الرأس الأخضر
- غينيا البرتغالية
- الهند البرتغالية
- ماكاو
- موزمبيق
- ساو تومي وبرينسيبي
- تيمور البرتغالية (التي احتلتها اليابان عام 1942).

#### إسبانيا
أعلنت إسبانيا الحياد رسمياً في بداية الحرب العالمية الثانية، ولكن بمجرد دخول إيطاليا الحرب في يونيو 1940 احتل فرانكو طنجة. أغرى الهجوم الألماني على فرنسا إسبانيا بالتدخل العسكري، ومع ذلك فإن الاجتماعات الألمانية الإسبانية بما في ذلك الاجتماع الشهير بين فرانكو وهتلر في هينداي في 23 أكتوبر 1940 لم يؤدِ إلى دخول إسبانيا في الحرب رسمياً.
أدت عملية بارباروسا (اجتياح ألمانيا النازية للاتحاد السوفيتي) إلى تحويل الاهتمام عن منطقة البحر المتوسط بعد أن كانت محور الأحداث لفترة طويلة، وهو الأمر الذي ساهم في تراجع الاهتمام الإسباني بالحرب، ولكن قواتٍ إسبانية تطوعية قاتلت في الجبهة الشرقية لصالح دول المحور. أخيراً مع تحول كفة الحرب لصالح الحلفاء ابتداءً من 1 أكتوبر 1943 عاد فرانكو ليؤكد على حياد إسبانيا الرسمي.
كانت إسبانيا هي المزود الرئيسي لألمانيا النازية بمعدن التنغستن أثناء الحرب، ولكنَّ الضغوط الدبلوماسية من قبل الحلفاء بما في ذلك الحظر النفطي الشامل على إسبانيا الذي أعلن في يناير 1944 أدت لانخفاض الإمدادات الإسبانية من هذا المعدن الاستراتيجي لألماني، لاسيَّما بعد توقيع صفقة سرية بين إسبانيا والولايات المتحدة والمملكة المتحدة في 2 مايو 1944 والتي كان أحد بنودها تخفيف صادرات التنغستن إلى ألمانيا، وطرد الجواسيس الألمان من الأراضي الإسبانية. نجح فرانكو في استغلال سياسة معاداة الشيوعية للبقاء في السلطة بعد انهيار دول المحور.

#### السويد
أعلنت السويد وبلدان نوردية أخرى قبل الحرب العالمية الثانية أنها تخطط لتكون محايدة في أي صراع أوروبي كبير يندلع في تلك الفترة، ولكن الغزو السوفيتي لفنلندا في الحرب الشتوية دفع السويد لتغيير موقفها ودعم فنلندا خلال تلك الحرب، كما سمحت للجنود الألمان بالسفر عبر السويد، ولفرقة قتالية ألمانية بالسفر من النرويج إلى فنلندا عبر السويد. ساعد عبور القوات الألمانية في وقت لاحق عبر فنلندا والسويد، ومخزون خام الحديد السويدي في دعم المجهود الحربي الألماني. كانت السويد قد نزعت سلاحها بعد الحرب العالمية الأولى، ولم تكن في وضع عسكري يسمح لها بمقاومة التهديدات الألمانية بحلول عام 1940.
ازدادت قوة السويد العسكرية بشكلٍ كبير بحلول عام 1943، وهو ما سمح للحكومة السويدية بإلغاء جميع اتفاقياتها مع ألمانيا. فكر هتلر جدياً في غزو السويد ولكن معارضة نائبه غورينغ دفعه لإلغاء الخطة. نجحت الاستخبارات السويدية بكسر الشيفرات الألمانية وتبادلت المعلومات مع الحلفاء، وعندما أبلغت الاستخبارات السويدية الاتحاد السوفيتي بخطة الغزو الألماني اختار ستالين عدم تصديق هذه المعلومات.
تعاونت قوات المقاومة الدنماركية مع حكومة السويد ونفذت في عام 1943 عمليات تهريب لليهود الدنماركيين إلى السويد، وفي نهاية الحرب كانت القوات السويدية تستعد لغزو النرويج والدنمارك مع قوات الحلفاء في حال رفضت القوات الألمانية المتبقية فيها قبول الهدنة العامة.

#### سويسرا
حافظت سويسرا على حيادها خلال الحرب العالمية الثانية لحماية مصالحها المصرفية، كما أنها كانت تعتمد أيضاً على الفحم الألماني بشكلٍ كبير، إذ أنها استوردت 10 ملايين طن من الفحم خلال الحرب وهو ما يمثل 41% من إمدادات الطاقة السويسرية. أطلق الجنود السويسريون النار على قاذفات المحور التي اخترقت مجالها الجوي في كثير من المناسبات، وأسقطت سويسرا أيضاً عدة طائرات للحلفاء. من جهة أخرى اثناء قصف سويسرا خلال الحرب العالمية الثانية تعرضت مدن سويسرا للقصف عن طريق الخطأ من قبل طائرات المحور والحلفاء طوال فترة الحرب. كان هتلر يخطط بالفعل لغزو سويسرا، ولكن سويسرا بنت تحصينات معقدة وجهزت مئات آلاف الجنود في جبال الألب لإحباط أي غزو من دول المحور. قرر هتلر قصف المملكة المتحدة بدلاً من الدخول في حرب مكلفة مع سويسرا.

#### ليتوانيا
أعلنت ليتوانيا جنباً إلى جنب مع جاراتيها من دول البلطيق (لاتفيا وإستونيا) الحياد الرسمي في 18 نوفمبر 1938 وذلك خلال مؤتمر وزراء خارجية دول البلطيق في ريغا مع تصديق برلمانات هذه الدول على الاتفاقية في وقت لاحق من ذلك العام. رغم ذلك الحياد تعرضت دول البلطيق للاحتلال مرتين من قبل الاتحاد السوفيتي ومرة من قبل ألمانيا النازية.

#### لاتفيا
أعلنت لاتفيا حيادها في 18 نوفمبر 1938 في مؤتمر وزراء خارجية دول البلطيق، ولكنها تعرضت للغزو والاحتلال مرتين من قبل الاتحاد السوفيتي ومرة واحدة من قبل ألمانيا النازية.

#### إستونيا
أعلنت إستونيا حيادها رسمياً بشكلٍ مشترك مع جارتيها في دول بحر البلطيق ليتوانيا ولاتفيا في 18 نوفمبر 1938، وعلى الرغم من ذلك فقد احتلت دول البلطيق مرتين من قبل الاتحاد السوفيتي ومرة واحدة من قبل ألمانيا النازية.

#### آيسلندا
احتلت بريطانيا أيسلندا طوال فترة الحرب العالمية الثانية.

#### موناكو
تعرضت إمارة موناكو للاحتلال خلال الحرب العالمية الثانية من قبل إيطاليا أولاً ومن بعدها ألمانيا.

#### سان مارينو
احتلت ألمانيا النازية سان مارينو لفترة قصيرة ما بين 17 - 20 سبتمبر 1944، وأعلنت سان مارينو الحرب على ألمانيا في 21 سبتمبر 1944.

### آسيا

#### أفغانستان
ظلت أفغانستان محايدة طوال فترة الحرب العالمية الثانية.

#### بوتان
ظلت بوتان محايدة طوال فترة الحرب العالمية الثانية.

#### إيران
كانت إيران محايدة رسمياً خلال الحرب العالمية الثانية، ولكنها تعرضت للغزو من قبل دول الحلفاء بهدف السيطرة على حقولها النفطية.

#### نيبال
كانت نيبال كمستعمرة بريطانية واحدة من أولى القوى غير الكبرى في العالم التي أعلنت الحرب على ألمانيا في 4 سبتمبر 1939. حارب الجيش النيبالي الملكي تحت القيادة البريطانية في بورما بعد الهجوم الياباني على بيرل هاربر.

#### السعودية
قطعت السعودية علاقاتها الدبلوماسية مع ألمانيا النازية في 11 سبتمبر 1939، ومع اليابان في أكتوبر 1941. كان السعوديون محايدين رسمياً خلال الحرب العالمية الثانية، ولكنهم زودوا الحلفاء بإمدادات نفطية كبيرة. تأسست العلاقات الدبلوماسية السعودية الأمريكية في عام 1943. وكان الملك عبد العزيز آل سعود صديقاً شخصياً للرئيس الأمريكي فرانكلين روزفلت، وسُمح للأمريكيين ببناء قاعدة للقوات الجوية الأمريكية بالقرب من الظهران. أعلنت المملكة العربية السعودية الحرب على ألمانيا في 28 فبراير 1945 وعلى اليابان في 1 أبريل 1945، ولكنها لم تقم بأي أعمال عسكرية.

#### تركيا
استمرت تركيا محايدة حتى عدة أشهر قبل نهاية الحرب، وعندها أعلنت الانضمام إلى الحلفاء. كانت تركيا قد وقعت معاهدة تعاون متبادل مع فرنسا وبريطانيا في عام 1939، ولكنها ظلت محايدة بعد الغزو الألماني لفرنسا معتمدة على أحد بنود الاتفاقية الذي يعفي تركيا من الاشتراك في المعارك إذا كان ذلك سيؤدي إلى الصراع مع الاتحاد السوفياتي. انضمت بلغاريا إلى قوات المحور في يونيو 1941 وسمحت لألمانيا بنقل قواتها عبرها لغزو يوغوسلافيا واليونان، وهو الأمر الذي دفع تركيا لتوقيع معاهدة صداقة مع ألمانيا. التقى ونستون تشرشل وموظفوه العسكريون الرئيس التركي في 30 يناير 1943 في مؤتمر أضنة. كانت تركيا منتجاً مهماً لمعدن الكروم الاستراتيجي، أرادت ألمانيا الحصول على هذا المعدن، وأراد الحلفاء منعها من ذلك، ولهذا كان الكروم هو القضية الرئيسية في مفاوضات تركيا مع كلا الجانبين. أوقفت تركيا مبيعاتها من الكروم إلى ألمانيا في أبريل 1944، وقطعت علاقاتها الدبلوماسية معها في أغسطس من نفس العام. وفي فبراير 1945 أعلنت تركيا الحرب على دول المحور كشرط لدخولها في الأمم المتحدة، ولكن لم تشارك القوات التركية في أي قتال فعلي أثناء الحرب.
الأردن
شاركت الأردن في الحرب العالمية الثانية من خلال جيشها المعروف بـ"الجيش العربي". فتعان الجيش العربي الأردني مع القوات البريطانية في عدة من عمليات  العسكرية خلال الحرب وكان له دور بارز في سوريا والعراق 
وفي دوره فالعراق تدخل الجيش العربي الأردني عندما أندلعت ثورة رشيد عالي الكيلاني الموالية لألمانيا في العراق عام 1941  فـأرسل الجيش العربي الأردني قوة للتصدي لهذه الثوره 
وأما في سوريا توجهت قوة من الجيش العربي الأردني إلى سوريا عام 1941 21 حزيران لمواجهة قوات حكومة فيشي الفرنسيه الموالية للنازيين و تمكنت القوة من سيطره على مدينة تدمر و أنتهت ل صالح الجيش العربي الأردني بِـما يقارب ال : 11 قتيلاً و 90 أسيراً وغنمت 6سيارات مصفحة و 4 سيارات نقل و 12 مدفع رشاش في المقابل تم فقدان شهيد واحد من الجيش العربي الأردني في هذه المواجهة

### الأمريكتين

#### الولايات المتحدة
كانت الولايات المتحدة محايدة عند بداية الحرب العالمية الثانية وفقاً لقانون الحياد الذي أقره الكونغرس عام 1936. أدت الهزيمة المفاجئة لفرنسا على يد ألمانيا النازية في ربيع عام 1940 إلى توسيع الولايات المتحدة لقواتها المسلحة بشكل كبير من خلال قانون التدريب والخدمة العسكرية لعام 1940. أعلن الرئيس الأمريكي فرانكلين روزفلت في 29 ديسمبر من نفس العام أن الولايات المتحدة ستكون ترسانة للديمقراطية من خلال تزويد الحلفاء بالإمدادات رغم الحياد. ظلت الولايات المتحدة محايدة حتى 8 ديسمبر 1941 عندما أعلنت الحرب على اليابان رداً على الهجوم الياباني المباغت على بيرل هاربر في اليوم السابق.